# Thüringischer Akademischer Singkreis
Der Thüringische Akademische Singkreis (TASK) ist ein überregionaler, gemischter Kammerchor, der projektbezogen probt und Konzerte aufführt. Der Singkreis wurde 1969 von Studenten aus den thüringischen Städten Jena, Weimar und Erfurt gegründet.

## Künstlerische Leitung
Von 1969 bis 1996 leitete Wolfgang Unger den Thüringischen Akademischen Singkreis. 1998 bis 2007 übernahm Ilse Krüger-Kreile die Leitung des Ensembles. 2008 wurde Jörg Genslein zum neuen Leiter des TASK gewählt.

## Organisation und Arbeitsweise
Der Chor ist als gemeinnütziger Verein in Sachsen (Leipzig) beheimatet. Die Sängerinnen und Sänger jedoch kommen aus vielen Teilen Deutschlands zusammen, um bei einer 10-tägigen Sommerreise und fünf bis sechs Wochenenden im Jahr themenbezogene A-cappella-Programme einzustudieren und Konzerte aufzuführen.
Der TASK folgt als Kammerchor Einladungen zu großen Musikfestivals wie dem MDR-Musiksommer, dem Bachfest Leipzig, dem Bachfest der Neuen Bachgesellschaft, dem Festival Europäische Kirchenmusik und der Bachwoche Ansbach.
Auch an ungewöhnlichen Aufführungsorten, wie der Erzaufbereitungsanlage Rammelsberg bei Goslar oder der Barbarossahöhle im Kyffhäuser, ist das Ensemble regelmäßig zu hören.
Neben der Pflege der A-cappella-Musik aus allen Epochen der Musikgeschichte tritt der TASK auch als oratorischer Chor unter Leitung namhafter Dirigenten wie Peter Schreier, Roderich Kreile und
Ludwig Güttler auf, und hat dabei u. a. die Bachschen Passionen, Händels Messias, Johannes Brahms’ Deutsches Requiem und Robert Schumanns Oratorium Der Rose Pilgerfahrt aufgeführt.
Die Konzerte des TASK wurden bereits mehrfach vom Rundfunk mitgeschnitten und sind neben den auf CD eingespielten Werken regelmäßig im Radio zu hören.

## Organist
Die A-cappella-Konzerte des Chores werden durch den Lübecker Organisten und Bachpreisträger Johannes Unger begleitet.

## Diskographie
- Jan Dismas Zelenka: Missa Dei Patris. Leitung: Ludwig Güttler (1988)
- Johann Adolf Hasse: Messe g-Moll. Leitung: Ludwig Güttler (1990)
- Rudolf Mauersberger: Lukas-Passion. Leitung: Wolfgang Unger (1991)
- Festliches Reformationskonzert. Geistliche Kompositionen aus vier Jahrhunderten (Werke von Heinrich Schütz, Michael Praetorius, Johann Bach, Johann Friedrich Fasch, Johannes Brahms, Johann Nepomuk David und Johann Sebastian Bach). Leitung: Wolfgang Unger (1993)
- „Geh aus, mein Herz, und suche Freud“. Geistliche Sommermusik von Rudolf Mauersberger. Leitung: Wolfgang Unger (1994)
- Mühlhäuser Staats-, Fest- und Ratsmusiken (Werke von Heinrich Schütz, Johann Rudolph Ahle, Philipp Heinrich Erlebach und Johann Sebastian Bach). Leitung: Wolfgang Unger (1995)
- WortKlang. Chor- und Orgelwerke vom Mittelalter bis zur Gegenwart (Werke von Hildegard von Bingen, Johann Hermann Schein, Johann Sebastian Bach, Max Reger, Sergei Rachmaninow, Francis Poulenc, Louis Vierne, Thomas Jennefelt, Henry Purcell und Petr Eben). Leitung: Ilse Krüger-Kreile (2001)
- „… einmal ist es herabgeflitzt.“ Weihnachtliche Chor- und Orgelmusik (Werke von Francis Poulenc, Camille Saint-Saëns, Rudolf Mauersberger, Max Reger und Max Beckschäfer). Leitung: Ilse Krüger-Kreile (2004)
- Weltliche Chormusik von Brahms und Englbrecht. Klavier: Adrian Heger, Leitung: Jörg Genslein (2011)
- Bach, Mendelssohn, Brahms. Mit A. Höing und N. Bajorat, Leitung: Jörg Genslein (2019)
- Bach: Messe in h-Moll. Mit kammerchor cantamus dresden, ensemble ponticello, I. Schicketanz, A. Laabs, T. Hunger, T. Berndt, Leitung: Jörg Genslein (2020)